# Vrrk
Vrrci (anglicky Warg) jsou v knihách J. R. R. Tolkiena o Středozemi zlovolná rasa podobná vlkům.

## Charakteristika
Jsou popisování jako démoničtí vlci, což nejspíš znamená, že v jejich tělech sídlili zlí duchové. Jejich původ není znám, ale mohli patřit k bytostem, jež Melkor vytvořil pokřivením přirozených živých tvorů. Později patřili k tvorům ve službách Saurona. Vrrci byli inteligentní, měli vlastní odporný jazyk a často spolupracovali se skřety, kteří na nich někdy jezdili jako na koních.
Na konci Třetího věku vrrci žili ve Rhovanionu, v údolí Anduiny, zejména na východním úbočí Mlžných hor.
V roce 2941 plánovali vrrci ve spolupráci se skřety z Mlžných hor nájezd na vesnice Lesních lidí, kteří tehdy postupně osidlovali úbočí hor. Právě na místo jejich srazu se nedopatřením dostala družina trpaslíků vedená Gandalfem a Thorinem, jejímž členem byl i Bilbo Pytlík. Družina se zachránila útěkem na stromy, kam za nimi vrrci vyšplhat nedokázali, a Gandalf díky své schopnosti ovládat oheň, mnoho vlků včetně jejich náčelníka popálil. Když dorazili skřeti, kteří už družinu pronásledovali kvůli zabití Velkého skřeta a ohně se na rozdíl od vrrků nebáli, pokusili se využít oheň proti Gandalfovi a jeho družině a podpálit stromy. Plán jim však překazil útok horských orlů, kteří družinu odnesli z jejich dosahu. I následně se vrrci i skřeti snažili družinu dohnat, jednu dvojici zvědů (vrrka a skřeta) ale chytil a zabil Medděd.
Vrrci spolu se skřety se o něco později objevili v bitvě pěti armád, pod vedením skřeta Bolga, kde se pokusili získat dračí poklad v Osamělé hoře, ale byli poraženi. Množství vrrků se tak na mnoho let ztenčilo a Divočina byla o něco bezpečnější.
Vrrci se objevili i ve Válce o Prsten. Tehdy nečekaně přešli i na západní stranu Mlžných hor, kde jedna smečka přepadla Společenstvo prstenu v Cesmínii, ale byla opět díky Gandalfovi rozehnána ohněm. Vrrci pravděpodobně tvořil také součást Sauronových armád, které během války zaútočily na elfy a lidi ve Rhovanionu.